# Obručné
Obručné (ungarisch Abroncsos – bis 1907 Obrucsnó, russinisch Обручне/Obrutschne) ist eine Gemeinde im Nordosten der Slowakei mit 33 Einwohnern (Stand 31. Dezember 2024), die zum Okres Stará Ľubovňa, einem Teil des Prešovský kraj, gehört.

## Geographie

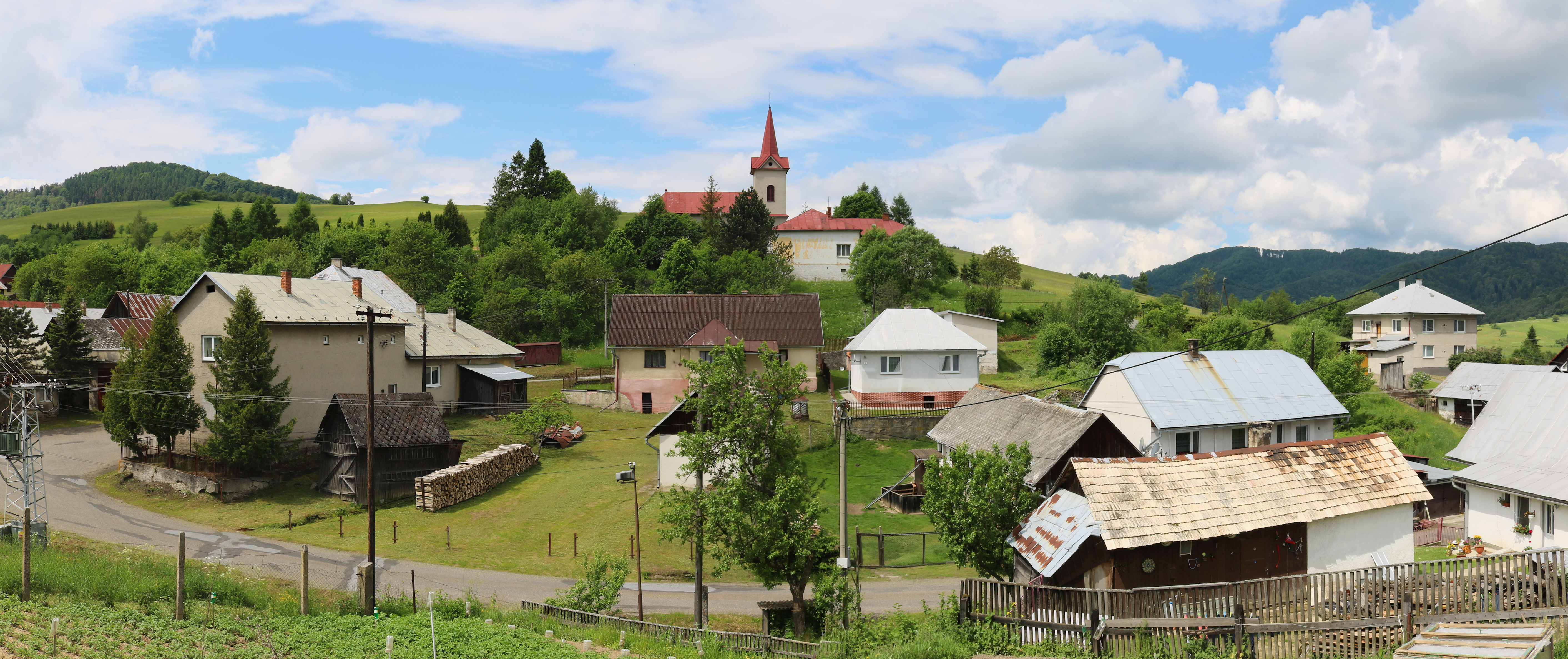
Obručné

Die Gemeinde befindet sich am nordwestlichen Hang des Gebirges Čergov direkt an der Staatsgrenze zu Polen am Bach Smrečný potok. Das Ortszentrum liegt auf einer Höhe von 647 m n.m. und ist 29 Straßenkilometer von Stará Ľubovňa entfernt.
Nachbargemeinden sind Muszyna (Ortsteile Leluchów und Dubne, PL) im Norden, Lenartov im Osten, Lukov im Süden und Ruská Voľa nad Popradom im Westen.

## Geschichte
Obručne wurde zum ersten Mal 1636 als Obruczno schriftlich erwähnt. 1787 hatte die Ortschaft 14 Häuser und 88 Einwohner, 1828 zählte man 32 Häuser und 247 Einwohner, die als Landwirte und Viehhalter beschäftigt waren.
Bis 1918 gehörte der im Komitat Sáros liegende Ort zum Königreich Ungarn und kam danach zur Tschechoslowakei beziehungsweise heute Slowakei.

## Bevölkerung
| Jahr                | 1994 | 2004     | 2014     | 2024    |
| ------------------- | ---- | -------- | -------- | ------- |
| Anzahl der Personen | 72   | 52       | 34       | 33      |
| Unterschied         |      | −27,77 % | −34,61 % | −2,94 % |

| Jahr                | 2023 | 2024 |
| ------------------- | ---- | ---- |
| Anzahl der Personen | 33   | 33   |
| Unterschied         |      | +0 % |

Gemäß der Volkszählung 2011 wohnten in Obručné 41 Einwohner, davon 38 Russinen und zwei Slowaken. Ein Einwohner machte keine Angabe zur Ethnie.
39 Einwohner bekannten sich zur griechisch-katholischen Kirche und ein Einwohner zur römisch-katholischen Kirche. Bei einem Einwohner wurde die Konfession nicht ermittelt.

## Bauwerke und Denkmäler
- griechisch-katholische Kirche im neoklassizistischen Stil aus dem Jahr 1892